# Media Go
Media Go è un programma gratuito di gestione multimediale sviluppato da Sony Entertainment Network, per Microsoft Windows. Media Go gestisce i contenuti per i prodotti della famiglia Sony tra cui telefoni cellulari Sony Mobile, la PlayStation Portable, Walkman, e Sony Tablet. Simile a iTunes, Media Go è in grado di organizzare, riprodurre e trasferire una grande varietà di contenuti, tra cui video, foto, musica e podcast. Media Go ha anche un negozio che consente agli utenti di acquistare film e programmi TV, giochi e fumetti per PSP. Dal 2014 il negozio è stato disabilitato. Media Go è un sostituto del software "Media Manager", utilizzato in passato dalla PlayStation Portable, Sony Ericsson Walkman e altri prodotti.

## Formati file supportati
Tipi di file supportati dalla versione 2.0 e successive.
Audio
| Nome formato                  | Estensione              |
| ----------------------------- | ----------------------- |
| AAC                           | .3gp, .m4a, .m4b, .mp4  |
| ATRAC/ATRAC Advanced Lossless | .aa3, .oma non protetti |
| FLAC                          | .flac                   |
| MP3                           | .mp3                    |
| Wave                          | .wav                    |
| Windows Media Audio           | .wma                    |

Immagini
| Nome formato      | Estensione        |
| ----------------- | ----------------- |
| GIF               | .gif              |
| JPEG              | .jpe, .jpg, .jpeg |
| PNG               | .png              |
| TIFF              | .tif, .tiff       |
| Bitmap di Windows | .bmp              |

Playlist
| Nome formato                               | Estensione |
| ------------------------------------------ | ---------- |
| Playlist multimediale                      | .m3u       |
| Playlist multimediale con supporto Unicode | .m3u8      |
| Windows Media Player                       | .wpl       |

Video
| Nome formato        | Estensione              |
| ------------------- | ----------------------- |
| 3GP                 | .3gp                    |
| 3G2                 | .3g2                    |
| AVI                 | .avi                    |
| Marlin              | .mnv, .mnb              |
| Matroska            | .mkv (solo .avc e .aac) |
| MPEG-4              | .mp4, .m4v              |
| QuickTime           | .mov, .qt               |
| Windows Media Video | .wmv                    |

## Cronologia delle versioni di Media Go
| Versione di Media Go | Data rilascio    | Caratteristiche |
| -------------------- | ---------------- | --- |
| 1.0                  | primavera 2009   | - Supportati molti modelli popolari di cellulari Sony Ericsson |
| 1.1                  | 2 giugno 2009    | - Aggiunto il supporto a tutti i modelli di PlayStation Portable (PSP) - Integrazione con PlayStation Store, Sony Ericsson PlayNow Arena e in alcuni casi, negozi di terze parti (ad esempio BigPond Music, per i clienti Telstra); tuttavia, i contenuti e il supporto ai negozi di terze parti varia da paese a paese |
| 1.1a                 | 29 luglio 2009   | - Corretti diversi bug e migliorata la stabilità |
| 1.2                  | 1º ottobre 2009  | - Aggiunto il supporto a PSP Go e altri modelli di cellulare Sony Ericsson, con miglioramenti delle prestazioni, dei metadati e la stabilità |
| 1.3                  | 18 novembre 2009 | - Aggiunto il supporto a diversi nuovi modelli di cellulare Sony Ericsson - Aggiunto il supporto al nuovo sistema operativo Microsoft Windows 7 - Miglioramenti di download - Aggiunte opzioni avanzate di codifica e una nuova visualizzazione per le foto. - Aggiunto il supporto ai fumetti digitali e alle playlist multimediali - Aggiunta la possibilità di aggiornamenti/upgrade del software PSP e di copiare DVD e Bluray (non protetti da Media Go a PSP |
| 1.4                  | 22 aprile 2010   | - Aggiunto il supporto a nuovi modelli di cellulare Sony Ericsson (in particolare, il Vivaz Pro/Kanna ("U8i"), Vivaz/Kurara ("U5i"), Elm/Elm Greenheart ("J10"), Hazel/Hazel Greenheart ("J20i") e Xperia X10 ("Xperia SO-01B")), con la possibilità di scaricare extra di giochi e temi - Aggiunte nuove icone e categorie, consentendo agli utenti di organizzare la propria libreria al meglio - Aggiunta la possibilità di acquistare e scaricare contenuti dal PlayStation Store senza il bisogno di collegare una PSP al computer - Aggiunta la possibilità di avere più download in coda e di riprodurre video a definizione standard acquistati dal PlayStation Store |
| 1.5                  | 28 giugno 2010   | - Aggiunto il supporto ad alcuni nuovi modelli di cellulare Sony Ericsson: Xperia X10 mini ("E10i"), Xperia X10 mini Pro ("U20i") e Zylo - Aggiunta la possibilità di trasferire playlist presenti su PSP a Media Go |
| 1.5a                 | 25 agosto 2010   | - Migliorato il trasferimento di playlist con caratteri Unicode (UTF-8) sui modelli di cellulare Sony Ericsson basati su Android - Migliorata l'installazione di Media Go e dei suoi componenti aggiuntivi (tra cui il PlayStation Network Downloader) |
| 1.6                  | 23 novembre 2010 | - Aggiunto il supporto per la creazione di ricerche personalizzate dei media dell'utente, con la possibilità di salvarle come librerie - Nuove funzioni per le foto, come ritaglio, regolazione colore, eliminazione occhi rossi e esportazione per una facile condivisione via e-mail e web - Aggiunta la funzione per il recupero automatico delle informazioni su album, artista e copertine dal servizio Gracenote MusicID |
| 1.7                  | 12 aprile 2011   | - Aggiunto il supporto ai modelli di cellulare Sony Ericsson Xperia arc, Xperia Play and Xperia neo - Migliorato il supporto per i dispositivi che riproducono solo audio - Miglioramenti nelle prestazioni e risposta più veloce |
| 1.8                  | 2 agosto 2011    | - Aggiunto il supporto ai video Qriocity per i cellulari Sony Ericsson Xperia - Aggiunto il supporto per i dispositivi Walkman della serie A860, S760, E460 |
| 2.0                  | 11 ottobre 2011  | - Interfaccia utente rinnovata, aggiunto il supporto ai tablet Sony e un nuovo sistema automatico di backup/sincronizzazione per i media - Aggiunto il supporto generale alle seguenti famiglie di cellulari Sony Ericsson: Xperia active, Live with Walkman, Xperia Play, Mix Walkman, Xperia ray |
| 2.1                  | 3 aprile 2012    | - Aggiunto il supporto per la condivisione di foto e video su Facebook e YouTube - Ridisegnata la directory per la sottoscrizione di Podcast |
| 2.2                  | 1º agosto 2012   | - Migliorato l'aspetto e il funzionamento generale - Aggiunta la funzione per l'ordinamento dei file sotto nuovi parametri - Aggiunto il supporto a nuovi dispositivi: smartphone Sony Xperia™, compresi tipo, tipo dual, miro, neo L, advance, go, GX, e SX e WALKMAN serie S e i modelli della serie E |
| 2.3                  |                  | - Aggiunto il supporto a Windows 8 - Aggiunto il supporto ai nuovi smartphone Sony Xperia™: Acro S, AX, GX, J, SL, SL, T, TL, TX, V, e VL - Aggiunto il supporto ai nuovi modelli WALKMAN serie F ed S - Aggiunto il supporto al nuovo Xperia™ Tablet S |